# U-nyckel

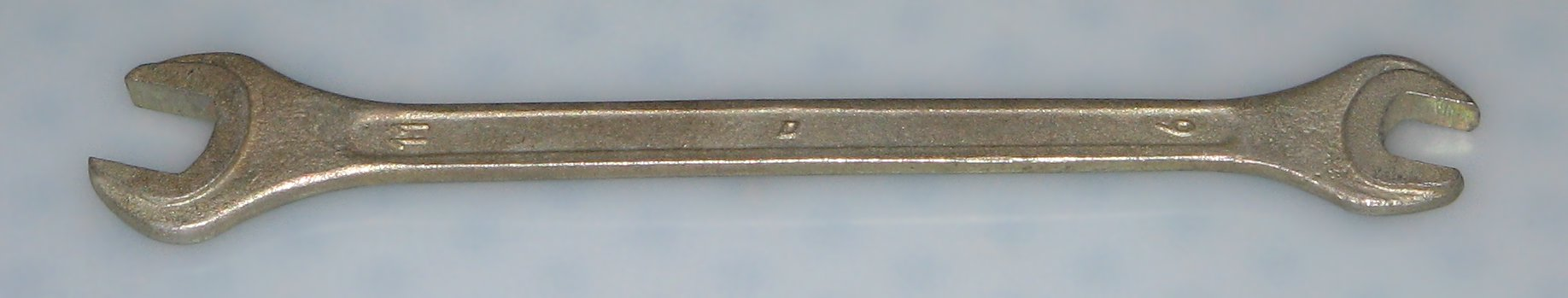
U-nyckel

U-nyckel är en blocknyckel eller så kallad fast nyckel med u-formad öppning, ofta i båda ändarna och av olika storlek.
En blocknyckel har ofta u-nyckel i ena änden och ringnyckel av samma storlek i andra änden, och kallas då u-ringnyckel.